# Fernando López Miras
Fernando López Miras (Lorca, 4 ottobre 1983) è un politico e avvocato spagnolo, Presidente della Regione di Murcia dal 2017 ed esponente del Partito Popolare.

## Biografia
López Miras nasce a Murcia il 4 ottobre 1983 e fin dalla giovane età, a causa del lavoro della famiglia, vive in diverse città della comunità autonoma, come Archena e Cartagena.
Studia dai Padri Francescani di Lorca e successivamente si laurea in giurisprudenza, continuando ad esercitare l'attività forense parallelamente alla carriera politica.

## Carriera politica
López Miras comincia la sua carriera politica nelle Nuove Generazioni del Partito Popolare, essendo nel 2011 responsabile dell'Economia. Nello stesso anno viene eletto deputato all'Assemblea regionale di Murcia, abbandonando l'incarico tre anni dopo, per essere nominato Assessore Regionale all'Economia e alle Finanze.
Rieletto deputato nel 2015, nel 2017 viene nominato ed eletto Segretario Generale del PP-Murcia.

### Presidente della Regione di Murcia (2017-)

#### Elezione dall'Assemblea (2017-2019)
Dopo le dimissioni di Pedro Antonio Sanchez, Lopez Miras viene eletto nuovo Presidente della Regione di Murcia al secondo voto dell'Assemblea, con l'astensione di Ciudadanos, insediandosi il 3 maggio 2017 alla presenza della Vicepresidente del Governo Soraya Sáenz de Santamaría. A 33 anni, López Miras è il più giovane Presidente di una Comunità autonoma in Spagna, superando di un anno José María Aznar.

#### Primo mandato (2019-2023)
Successivamente, nel 2019, López Miras decide di correre per un mandato regolare ed elettivo (era infatti stato eletto dall'Assemblea, che lo aveva scelto per portare a termine la legislatura dopo le dimissioni del predecessore). Nelle elezioni regionali del 2019, il Partito Popolare totalizza 16 seggi su 45 nell'assemblea, potendo mantenere López Miras al governo solo tramite una coalizione con altri partiti: ciò effettivamente avviene e il PP si allea con i liberali di Ciudadanos, dando vita ad un governo di maggioranza, con l'appoggio esterno dell'estrema destra di Vox.

#### Secondo mandato (2023-)
Dopo le elezioni regionali in Spagna del 2023, López Miras e il PP Murcia ottengono 21 seggi all'Assemblea, non riuscendo a ottenerne la fiducia il 7 luglio 2023 con 24 voti contrari di PSOE,  Podemos e Vox. La situazione di governance poteva risolversi con un patto di governo o un accordo di voto con Vox.
Successivamente, nella sessione di investitura del 7 settembre, López Miras riesce a stilare un accordo di coalizione di governo con Vox, arrivando a ottenere la fiducia dall'Assemblea con 30 voti (21 del PP e 9 di Vox).
È la quinto governo regionale su scala nazionale che stila un accordo di governo con gli ultraconservatori di Vox dopo Castiglia e León, Comunità Valenciana, Aragona ed Estremadura.